# UNIX Systems Laboratories
UNIX Systems Laboratories（ユニックス・システムズ・ラボラトリーズ、USL）は、ベル研究所の下部組織として1989年に設立された。UNIXの開発とライセンス業務を目的とした組織である。その後、ベル研究所の親会社であるAT&Tの完全子会社となった。
1992年、ノベルは USL とそのUNIX資産（著作権、商標、ライセンスを含む）を買収した。USLはそれまでにSVR4を開発し、System V 系 UNIX の開発はノベル社に引き継がれた。さらに、その後SCOがUNIX資産を買い取って SVR5 を開発した。ただし、SCOは名前が示すとおりカリフォルニア州が本拠地であり、一方 USL はニュージャージー州が本拠地であったため、USL の物理的資産と研究員らはヒューレット・パッカード社が買い取っている。
1992年、USLはBSDに対して訴訟を起こした。この過程で USL は 4.3BSD Net/2 の公開停止を求めた。その後、USLの知的財産権について裁判所が疑念を提示し、1993年に示談が成立している。この影響で BSD を商用利用することへの企業側の抵抗感が大きくなり、Linuxが台頭する結果を招いたという意味で、UNIX市場に与えた影響は大きい。